# Aloe pearsonii
Aloe pearsonii es una especie de planta suculenta de la familia Xanthorrhoeaceae. Es originaria del sur de África.

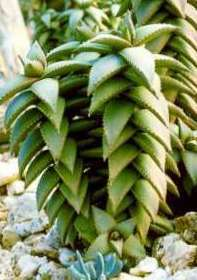
Detalle de la planta

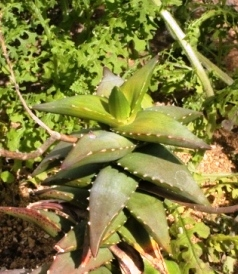
Vista de la planta

## Descripción
Es una planta suculenta erecta, arbustiva, que alcanza un tamaño de 1 - 2 m de altura. Las hojas son 4 o 5 de 50-90 x 15-30 mm, biconvexas un poco canalizadas, de color marrón-rojo y verde, con estrías rojizas pálidas. La inflorescencia es lateral, simple con tres brazos, con brácteas estériles dispersas; en forma de racimos cónicos. Las flores son de color amarillo oro o rojo con la boca dorada, rectas y estrechas, de 20-25 mm de largo.

## Distribución y hábitat
Aloe pearsonii se produce en bolsas de suelo arenoso entre las rocas en una de las partes más cálidas y secas del cinturón de niebla de Namaqualand en Namibia y Provincia Septentrional del Cabo. Las precipitaciones son en su mayoría de la niebla nocturna, y la lluvia es muy escasa, sobre todo en invierno.
El hábito de A. pearsonii recuerda a las de las especies de la sección  Macrifoliae, pero las hojas de esta especie son mucho más gruesas, más cortas y más curtidas que cualquier otro en esa sección. Las flores de A. pearsonii son estrechas y cilíndricas, con pedicelos largos, como ninguna otra en Macrifoliae. Estos datos, y los detalles de la anatomía microscópica de la superficie de la hoja, indican que esta especie está mucho mejor colocada aquí. Las hojas de A. pearsonii son menores que las de cualquier especie, excepto en la sección de Aloe arenicola. En la que los tallos son decumbentes, y las hojas son curvados hacia adentro, con manchas blancas y los márgenes cartilaginosos. En A. pearsonii los tallos están rígidamente erguidos, las hojas se encuentran sin mancha y los márgenes no son cartilaginosos. Aloe dabenorisana es similar a A. pearsonii, pero en esta especie las hojas son más grandes, la planta no es totalmente erecta, y las anteras y el estilo son o no exertos. Esta es una de las de más lento crecimiento de todos los aloes, y algunos de los grandes arbustos en el Parque nacional de Richtersveld tienen probablemente varios cientos de años.

## Taxonomía
Aloe pearsonii fue descrita por Schönland y publicado en  Rec. Albany Mus. ii. 229, en el año (1911).
Etimología
Ver: Aloe
pearsonii: epíteto otorgado en honor del botánico inglés Henry Harold Welch Pearson (1870–1916).